# Strange World
Strange World (englisch für ‚Seltsame Welt‘) ist ein US-amerikanischer Computeranimationsfilm aus dem Jahr 2022 unter der Regie von Don Hall. Der Film ist die 61. Produktion der Meisterwerk-Reihe der Walt Disney Animation Studios.

## Handlung
Das Tal, in dem Jaeger Clade und sein Sohn Searcher leben, ist von riesig hohen Bergen umschlossen, die niemand je überwunden hat. Genau dieser Aufgabe widmet Jaeger Clade sein Leben und bildet seinen Sohn Searcher zu seinem Begleiter aus, obwohl dieser sich mehr für Pflanzen als für Abenteuer und Kampf interessiert. Auf einer Expedition entdeckt Searcher wundersame, grün schillernde Pflanzen mit einer innewohnenden Energie und schlägt vor, diese zunächst zu erforschen. Als sich Callisto und weitere Teilnehmer der Expedition auf seine Seite stellen, macht sich Jaeger allein auf den weiteren Weg hinter die Berge.
25 Jahre später baut Searcher als Farmer die Pflanze an, die das gesamte Tal mit Energie und Wohlstand versorgt. Sein Vater ist nie wieder aufgetaucht. Searcher hat mit seiner Frau nun selbst einen 16-jährigen Sohn Ethan, der in einen anderen Jungen verliebt ist und dem Searcher die Farm als Vermächtnis hinterlassen will. Eines Tages wird Searcher von Callisto mit deren Luftschiff aufgesucht, da die Pflanzen auf der anderen Seite des Tales wie von einer rätselhaften Krankheit befallen absterben. Callisto bittet ihn zu einer weiteren Expedition, die an der einen, gemeinsamen Wurzel aller Pflanzen hinab in die Tiefe der Erde führt. Searcher lässt sich überreden. Seine Frau folgt ihm, um ihm mitzuteilen, dass Ethan sich an Bord geschlichen hat. Sie stürzen mit ihren Schiffen in eine geheimnisvolle Welt hinab, die von roten und blauen Farben gekennzeichnet und von schleimig elastischen Lebewesen bevölkert ist, die auf das Grün der Nutzpflanze empfindlich reagieren.
In der Tiefe finden sie Jaeger Clade, der dort seit Jahren überlebt hat und sich mit einem Flammenwerfer gegen die zum Teil gefräßigen Kreaturen zur Wehr setzt. Ethan schließt derweil Freundschaft mit einem kleinen, blauen Bewohner jener Welt. Die Expedition repariert ihr Schiff und entdeckt die tiefste Wurzel der Nutzpflanze, die von den Wesen der unteren Welt attackiert wird und hier alle ihre Kräfte zur Verteidigung aufbieten muss. Mit den mitgebrachten Früchten der Pflanze unterstützen sie diese in ihrem Kampf. Ethan, der kein Farmer sein möchte und sich in der unteren Welt wohl fühlt, läuft davon, wird aber von Searcher eingeholt, wobei sie unversehens in die Welt jenseits der Berge geraten. Es handelt sich um den Raum über einem weiten Ozean, von dem aus sie zurück auf das riesige Auge eines Lebewesens blicken, aus dem sie herausgefahren sind. Sie erkennen, dass die Nutzpflanze Herz und Leben des Wesens wie ein Parasit oder ein Krebsgeschwür bedroht. Sie kehren um und versuchen, Callisto von der Unterstützung der Pflanze abzuhalten und sie auf die Seite des Immunsystems des Lebewesens zu ziehen. Callisto lässt sie einsperren, aber mit Hilfe von Ethans blauem Freund können sie entkommen. Callisto versteht schließlich, dass die Pflanze das Herz des Lebewesens bedroht. Jaeger und Searcher öffnen ein Loch in der Wurzel der Pflanze, durch das die Immunabwehr eindringen und die Pflanze zerstören kann. Das Wesen erwacht zu neuem Leben.
Die Bewohner des Tals haben ihre Energiequelle verloren, stellen aber ihre Lebens- und Wirtschaftsweise auf eine Nutzung der neu entdeckten Ressourcen um.
Das Lebewesen ist eine riesige Schildkröte, die auf dem Ozean schwimmt und auf deren Rücken sich das Gebirge mit dem davon eingeschlossenen Tal befindet.

## Veröffentlichung und deutsche Fassung
Die deutschsprachige Synchronisation entstand durch die FFS Film- & Fernseh-Synchron nach dem Dialogbuch und unter der Dialogregie von Leonhard Mahlich. Der Kinostart in Deutschland erfolgte am 24. November 2022. Seit dem 23. Dezember 2022 ist der Film zudem auf Disney+ zu sehen.
Am Eröffnungswochenende floppte der Film an den Kinokassen und sorgte für die schlechtesten Einnahmen eines Disney-Trickfilms (abseits der Pandemie) seit über 10 Jahren. Insgesamt soll der Verlust zwischen 100 Millionen und 147 Millionen US-Dollar liegen.
| Figur          | Originalsprecher     | Deutscher Sprecher |
| -------------- | -------------------- | ------------------ |
| Searcher Clade | Jake Gyllenhaal      | Marius Clarén      |
| Jaeger Clade   | Dennis Quaid         | Matti Klemm        |
| Ethan Clade    | Jaboukie Young-White | Marco Eßer         |
| Meridian Clade | Gabrielle Union      | Dennenesch Zoudé   |
| Callisto Mal   | Lucy Liu             | Anna Carlsson      |
| Caspian        | Karan Soni           | Manuel Straube     |
| Azimuth        | Francesca Reale      | Lara Noodt         |
| Captain Pulk   | Adelina Anthony      | Katy Karrenbauer   |
| Diazo          | Jonathan Melo        | Tom Raczko         |
| Erzähler       | Alan Tudyk           | Axel Malzacher     |

## Rezeption
Strange World erhielt ein eher gutes Presseecho, was sich auch in den Auswertungen US-amerikanischer Aggregatoren widerspiegelt. So erfasst Rotten Tomatoes überwiegend positive Besprechungen und ordnet den Film dementsprechend als „Frisch“ ein. Laut Metacritic fallen die Bewertungen im Mittel „Grundsätzlich Wohlwollend“ aus. Auch das Publikum war nicht restlos begeistert. So vergaben US-Kinobesucher nur einen CinemaScore von B entsprechend der deutschen Schulnote 2 – typischerweise erhalten Disneys Trickfilme ein A.
Der Filmdienst urteilt, der „visuell atemberaubende Animationsfilm aus dem Hause Disney ist eine anspielungsreiche Hommage an filmgeschichtliche Vorläufer, die ihre Geschichte jedoch mit einer Überfülle an aktuellen Themen überfrachtet und damit die Empathie mit den Protagonisten nachhaltig untergräbt“.
Des Weiteren wurde der Film bei den folgenden Auszeichnungen berücksichtigt:
Annie Awards 2023
- Nominierung für das Beste Storyboarding (Jeff Snow)
- Nominierung für das Beste Storyboarding (Javier Ledesma Barboll)[10]

Black Reel Awards 2023
- Nominierung für die Beste Synchronarbeit (Gabrielle Union)[11]

VES Awards 2023
- Nominierung für die Besten visuellen Effekte in einem Animationsfilm
- Nominierung für den Besten animierten Charakter in einem Animationsfilm (Splat)
- Nominierung für die Beste erstellte Umgebung in einem Animationsfilm (The Windy Jungle)
- Nominierung für die Beste Simulation von Effekten in einem Animationsfilm[12]